# Carepa
Carepa es un municipio de Colombia, localizado en la subregión de Urabá en el departamento de Antioquia. Limita por el norte con el municipio de Apartadó, por el este con el departamento de Córdoba, por el sur con el municipio de Chigorodó y por el oeste con el municipio de Turbo. Su cabecera dista 317 kilómetros de la ciudad de Medellín, capital del departamento de Antioquia. Su extensión es de 380 kilómetros cuadrados.

## Historia
Este municipio, denominado por sus vecinos “Emporio de Riqueza” o “Municipio Modelo de Urabá”, deriva su nombre del lenguaje de los indígenas de la región, catíos emberá, en cuya lengua, Carepa significa ‘papagayo’.
Anteriormente se le llamó Playa Veracruz. Apenas en 1950 se llevó a cabo la fundación oficial de Carepa en tierras de un ciudadano conocido como Ramón “El Ronco” Jaramillo., la familia Galeano Patiño y Rengifo Torres. El asentamiento fue creciendo con la mayor afluencia de colonos que provinieron de las vecinas localidades de Cañasgordas, Peque, Frontino, Dabeiba y otras. En 1983, Carepa adquiere la categoría de municipio según ordenanza 7 del 15 de diciembre de dicho año.
Desde 2006, es sede de importantes bases militares. Igualmente, en el distrito está el aeropuerto Antonio Roldán Betancur, que sirve a toda la subregión circundante, y también se encuentra el embarcadero de Zungo, desde donde se exporta banano.

## División Político-Administrativa
Además de su Cabecera municipal. Carepa tiene bajo su jurisdicción los siguientes corregimientos (de acuerdo a la Gerencia departamental):
- El Silencio
- Piedras Blancas
- Zungo Embarcadero

## Generalidades
- Fundación: 14 de noviembre de 1950.
- Erección del municipio: Ordenanza 7 de 15 de diciembre de 1983.
- Fundador: colonos, encabezados por Luis Benítez.
- Apelativos: “Emporio de Riqueza” y “Municipio Modelo de Urabá”.

Está comunicado por carretera con los municipios de Apartadó y Chigorodó, y dispone del aeropuerto Antonio Roldán Betancourt.

## Demografía
Población total: 47 932 hab. (2018)
- Población urbana: 33 009 hab.
- Población rural: 14 923 hab.

Alfabetismo: 82.7 % (2005)
- Zona urbana: 84.7 %
- Zona rural: 77.3 %

### Etnografía
Según las cifras presentadas por el DANE del censo 2005, la composición etnográfica del municipio es:
- Mestizos y blancos: 65,35 %.
- Afrocolombianos: 34,3 %.
- Indígenas: 0,2 %.

## Economía
- Agricultura: Banano, maíz, yuca, frijol, plátano, frutales, pan.
- Exportación intensiva de banano.
- Ganado vacuno.
- Comercio.
- Agroindustria.
- Deporte.

## Educación
- Institución Educativa Luis Carlos Galán Sarmiento
- Institución Educativa José María Muñoz Flórez
- Institución Educativa Colombia
- Institución Educativa Zungo Embarcadero
- Institución Educativa Villa Nelly
- Institución Educativa Rural La Cadena
- Institución Educativa Rural Piedras Blancas
- Institución Educativa El Cerro
- Institución Educativa Diocesano Santa María (Esta institución es del 2020, acabó de abrir puertas)
- Institución Educativa Rural La Provincia

## Fiestas
- Fiesta De San Pacho: 3 a 6 de noviembre.
- Ciclo Paseo Por La Independencia De Colombia: 20 de julio.
- Fiestas del Papagayo y el Retorno: 15 a 18 de diciembre.

## Sitios de interés
- Iglesia parroquial San Isidro Labrador, antes llamada la Playa, inaugurada en 1974 y actualmente en construcción la iglesia San Martín de Porres.
- Iglesia Evangélica Interamericana Central de Carepa, Barrio pueblo nuevo.
- Estadio municipal.
- Parque principal.
- Parque del banano.
- Zona rosa de Carepa.

## Personajes sobresalientes
- Gabriel Mejía Pinto "chiroloco" (figura pública)
- Sebastián Benítez (Influencer Local)

Felipe Mosquera Murillo (Figura Pública)
- Anthony (exintegrante de Zona Prieta)
- Jessica Agualimpia (cantante, participante en La voz (Colombia))
- Andrés Mosquera Marmolejo (futbolista)
- Hernán Gaviria (futbolista)
- Lewis Ochoa (futbolista)
- Manuel Palacios Blandón (dirigente deportivo y escritor, autor del libro Historia de Carepa)
- Roberto Rivera  (Docente, músico, Pintor, escritor)
- Wilson Carpintero (Futbolista)

## Otras peculiaridades de interés
- Construcción de Puerto Antioquia.

## Patrimonio natural
- Embarcadero de Zungo.
- Corregimiento de Piedras Blancas.
- Río Carepa.
- Fincas bananeras.
- Cerro de la cruz.